# 山口隆文
山口 隆文（やまぐち たかふみ、1957年8月9日 - ）は山口県出身の元サッカー選手、サッカー指導者。現在はJFAアカデミー福島女子統括ダイレクター/女子チーフ/女子U18監督を務める。筑波大学大学院卒。

## 来歴
高校時代は左利きの左ウイングで東京都代表のメンバーとして国体に出場し、3位の成績をおさめる。1975年度の高校選手権には主将として臨んだが、東京都予選準決勝で加藤好男の好セーブに阻まれて3位に終わり本大会出場を逃した。筑波大学に進学して蹴球部に入部。全日本学生選抜に選ばれ、1979年に主将として出場した第28回全日本大学サッカー選手権大会で優勝。大学では田嶋幸三と同期だった。卒業後も東京都青年の部代表として国体に3年連続出場した。
現役引退後は後進の指導に尽力。1984年に都立久留米高校サッカー部監督に就任すると、1989年には東京・久留米FCジュニアユースを立ち上げ、そのOBを同校の中心選手とする当時としては斬新な中高一貫指導を取り入れてサッカー強豪校に押し上げた。Jリーグのユースシステムを都立高校に導入した事例である。1992年には都立高校としては40年ぶりに高校サッカー選手権大会に出場させた。1996年-1998年度に在学していた中村憲剛にオフ・ザ・ボールやプルアウェイの動きを教え、彼の動きのベースを作り上げたことでも知られている。
その後は日本サッカー協会に入り、田嶋、小野剛、野地照樹と共にC級ライセンスの叩き台を作り、トレセンなどのユース育成や日本サッカー協会指導者養成の体系的メソッドを確立させ、S級インストラクターやナショナルトレセンコーチとして、多くの指導者・選手の育成に努めた。1999年に自身もJFA 公認S級コーチのライセンスを取得。2002年には東京・久留米FCジュニアユースを母体としたNPO法人アリアンテを設立し理事長に就任。2003年にはU-17サッカー日本代表監督を務めた。
2006年、FC東京U-15むさしの監督に就任。重松健太郎、稲垣祥、碓井鉄平、梅内和磨ら同チームの一期生を率いて、チーム創立3年目にして同年のU-15高円宮杯の準優勝に導いた。2011年はFC東京U-15深川の監督を務め、同年限りでFC東京を退任。2012年に栃木SCアカデミーダイレクターを務めた。
2013年、日本サッカー協会の育成担当技術委員長に就任。2016年、技術委員会の再編により委員長を降り、指導者養成ダイレクターに就任。
2019年、JFAアカデミー福島で女子U-18監督に就任。初めて女子チームを指導する。

## 指導歴
- 1980年 - 1984年 東京都立清瀬東高等学校サッカー部 - 監督
- 1984年 - 1999年 東京都立久留米高等学校サッカー部 - 監督
  - 1987年 - 1988年 国体少年の部 東京選抜 - コーチ
  - 1989年 国体少年の部 東京選抜 - 監督
- 1987年 - 2006年 東京久留米FCクラブ - 代表
- 1997年 - 2009年 東京都サッカー協会 - 技術委員 (指導部長)
- 2002年 - NPO法人アリアンテ - 理事長
- 2006年 - 2011年 FC東京
  - 2006年 - 2010年 U-15むさし - 監督
  - 2011年 U-15深川 - 監督
- 2012年 栃木SC アカデミーダイレクター
- 日本サッカー協会
  - 1994年 - 1998年 指導委員会 - 委員
  - 1997年 - 1998年 ナショナルコーチングスタッフ (U-16日本代表コーチ)
  - 1999年 - 2006年 特任理事、技術委員（指導者養成責任者）
  - 2003年 - 2006年 技術委員・ナショナルトレセンコーチ四国担当
  - 2003年 U-17日本代表監督
  - 2006年 - 2012年 指導者養成インストラクター
  - 2013年2月 - 2016年1月 技術委員会（育成） - 委員長[12]
  - 2013年 - ユース育成・指導者養成 ダイレクター
  - 2014年 - JFAアカデミー（男子）統括ダイレクター[13]
  - 2016年 - 2018年 指導者養成ダイレクター
- 2019年 - JFAアカデミー福島 女子統括ダイレクター/女子チーフ/女子U18監督

## 関連情報

### DVD
- 山口隆文 (指導)『次代を担うプレーヤー養成プログラム FC東京U-15むさしのチームプラクティス』（DVD）ティアンドエイチ株式会社、2009年、該当時間: 195分。全国書誌番号:21698016。

### 書籍

#### 執筆書籍
- 山口隆文,斎藤登『サッカーの練習プログラム』大修館書店、2000年。ISBN 978-4469264432。

#### 関連書籍
- 羽中田昌『サッカー監督の流儀 ジュニアからJリーグまで、指導者22人の経験的育成論』スキージャーナル、2008年。ISBN 978-4789900690。